# Cerkiew Belgradzka w Szentendre
Cerkiew Belgradzka – prawosławna cerkiew w Szentendre, katedra eparchii budzińskiej Serbskiego Kościoła Prawosławnego.
Cerkiew została wzniesiona po wielkiej wędrówce Serbów w 1690 razem z nową rezydencją patriarchów serbskich, prawdopodobnie na miejscu starszej świątyni prawosławnej. Wyposażenie obiektu tworzyły ikony i utensylia cerkiewne zabrane przez Serbów w czasie wędrówki. W 1756 rozpoczęto rozbudowę świątyni tak, by nie była ona mniejsza od nowszych, znacznie okazalszych cerkwi zbudowanych przez serbską społeczność Szentendre. Gotowy obiekt – jednonawową cerkiew z absydą poświęcił 28 stycznia 1764 biskup budziński Dionizy. W 1770 wykonano południowy i zachodni portal cerkwi, zaś w 1777, z inicjatywy biskupa Sofroniusza (Kirilovicia), do obiektu dobudowano dzwonnicę. W 1781 Vasilije Ostojić wykonał dla świątyni ikonostas w stylu rokoko.
W świątyni w 1790 pochowany został metropolita karłowicki Mojżesz, zaś w 1892 – biskup budziński Arseniusz.